# Outil de tour

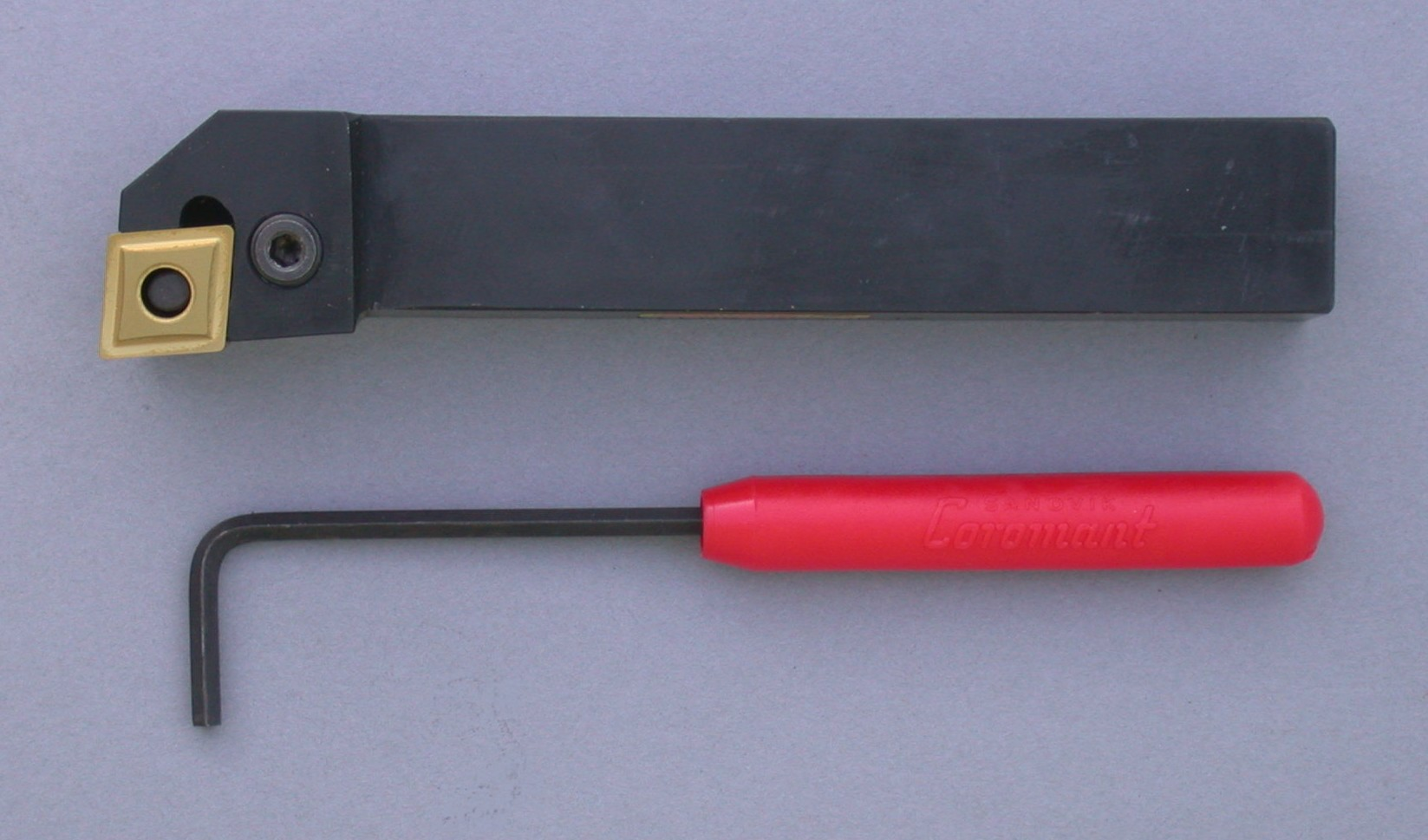
Un outil à charioter et dresser, muni d'une plaquette de forme rhombique.

Un outil de tour est un outil utilisé avec un porte-outil sur un tour. Les outils de tournage mécanique existent dans une grande variété de formes et matériaux en fonction des conditions particulières des opérations effectuées.

## Types d'outils

### Usinage externe

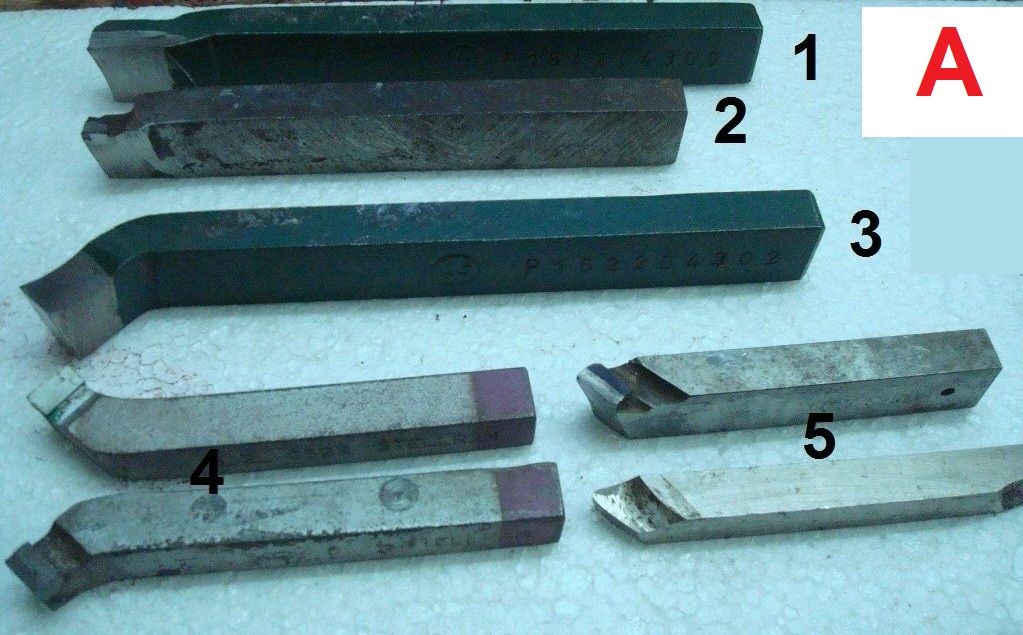
Série d’outils pour usinage externe

#### Outil droit à charioter
Il est pratique pour les aciers doux et l’aluminium. Cet outil permet d'usiner un cylindre, un cône. En démontant l'outil, il est possible d'usiner une surface plane (A5).

#### Outil coudé à charioter
Cet outil permet de faire du chariotage, du dressage et du chanfreinage (A3-4).

#### Outil couteau
Cet outil permet de faire du chariotage avec du dressage (A1-2).

#### Outil à dresser d'angle
Cet outil permet de faire du dressage et du raccordement.

#### Outil à tronçonner

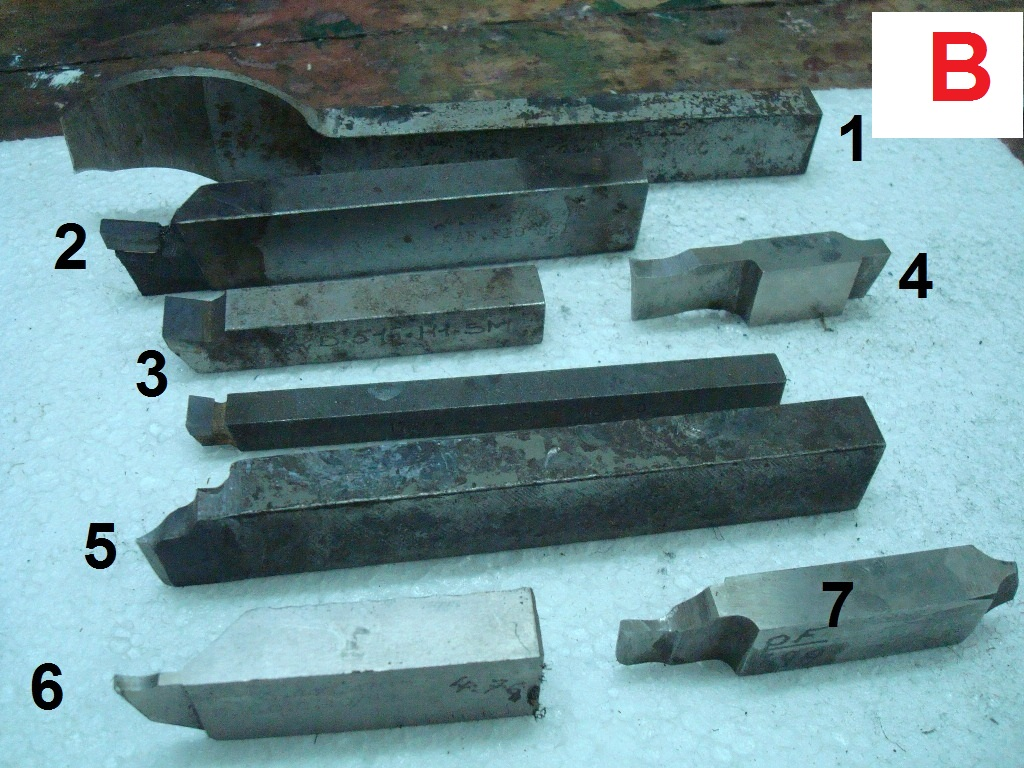
Outils pelles

Il sert à découper des pièces après usinage. Ces outils ont généralement une section assez réduite ce qui les rend d’une grande fragilité lors de l‘usinage. La tête de l’outil à tronçonner est prévue la plus étroite possible, pour diminuer la perte de matière et la consommation d’énergie, mais une largeur minimale est nécessaire, pour éviter la rupture de la lame (2  à   3 mm). L’outil le plus utilisé sur tour traditionnel est celui dit col-de-cigne (Image B1).  Pour la fonte ou le bronze, on utilisera des outils à pastille carbure (B2).

#### Outil pelle
Cet outil permet d'usiner une rainure de grande largeur (B3-4), les petites largeurs sont utilisées pour le rainurage destiné à recevoir un joint, un circlips, etc. (B6-7).

#### Outil à fileter
Outil dont la partie active est affûtée à la forme du filet à obtenir : ISO, gaz, rond, carré, trapézoïdal (B5-6)

#### Outil à moleter
Il sert à apposer une surface striée servant le plus souvent à une meilleure prise d'une surface (exemple : poignées). Le moletage est de moins en moins utilisé en raison des normes actuelles. L‘outil à moleter classique ne travaille pas par enlèvement de matière, mais par refoulement. Les molettes sont des disques en acier rapide, montées sur un axe. Suivant le type de stries, leur pas et leurs inclinaisons peuvent varier. Il existe également des outils à moleter par enlèvement de copeaux.

### Usinage interne

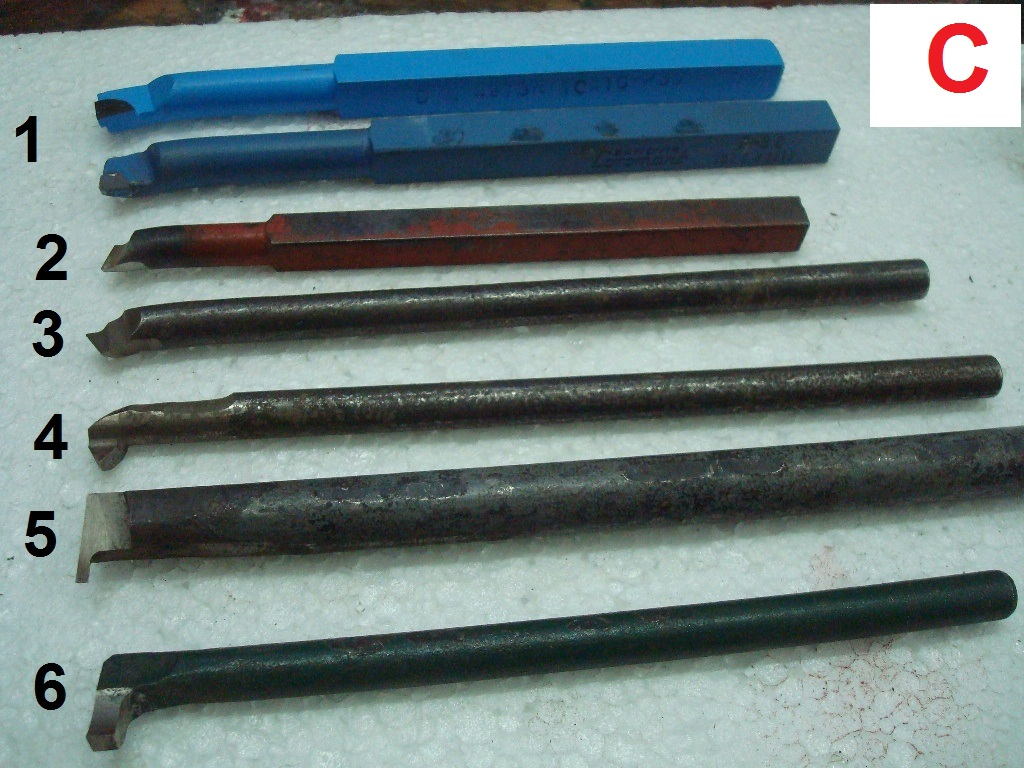
Outils à usinage interne

#### Outil à aléser
Cet outil permet de faire, à partir d'un trou, de l'alésage (cylindre ou cône) (C1-3).

#### Outil à chambrer
Cet outil permet à partir d'un alésage, d’usiner une gorge (intérieure) pour positionner un joint ou un circlips par exemple ou de faire du chambrage de dégagement (C5-6).

#### Outil pour taraudage
Cet outil permet de faire, à partir d'un alésage, du filetage intérieur. On obtient alors un taraudage, dont la forme du filet dépend de la forme de la partie active de l’outil : Iso, gaz, rond, carrée, trapézoïdal (C4-5).

#### Outil à retoucher
Cet outil permet de faire du chariotage, de la finition et du copiage.

#### Outil porte-grain

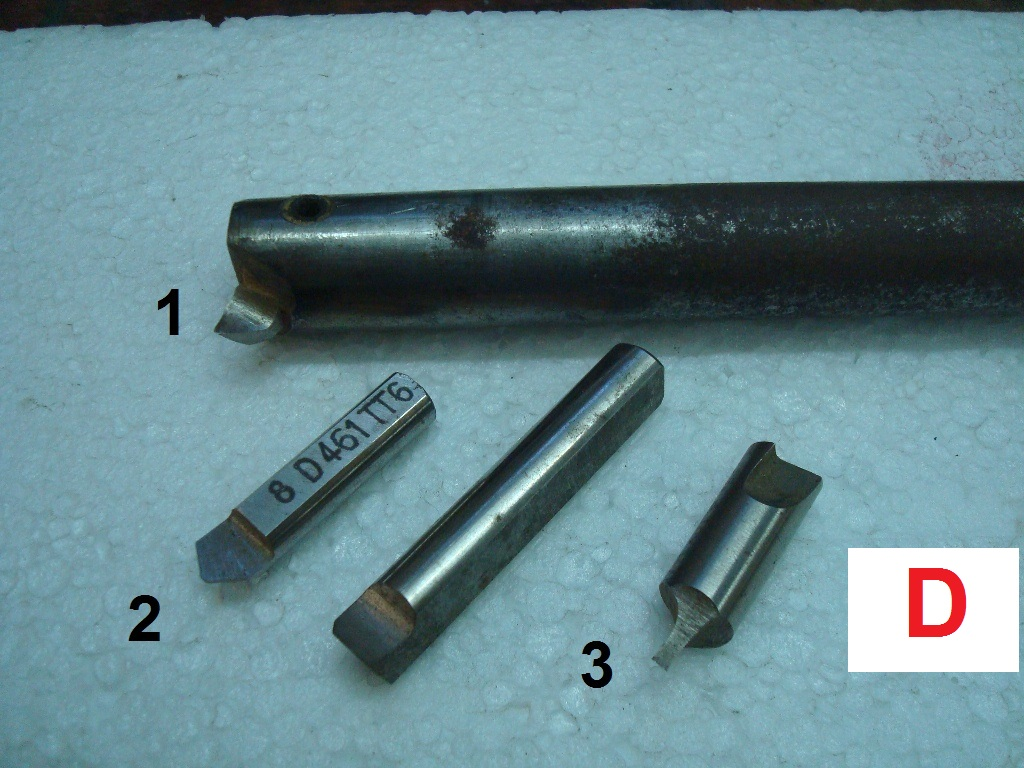
Outil porte-grain

L’outil proprement dit, est de petite dimension, en acier rapide, souvent taillé dans une chute de foret cassé ou un foret à centrer, monté dans un logement percé en bout d’une tige métallique et fixé par une vis pointeau. Utilisé pour les alésages longs demandant une bonne rigidité de l’outil. La partie active peut avoir toutes les formes désirées (filetage, rainurage, alésage, dressage...) (D).

### Outils à plaquette

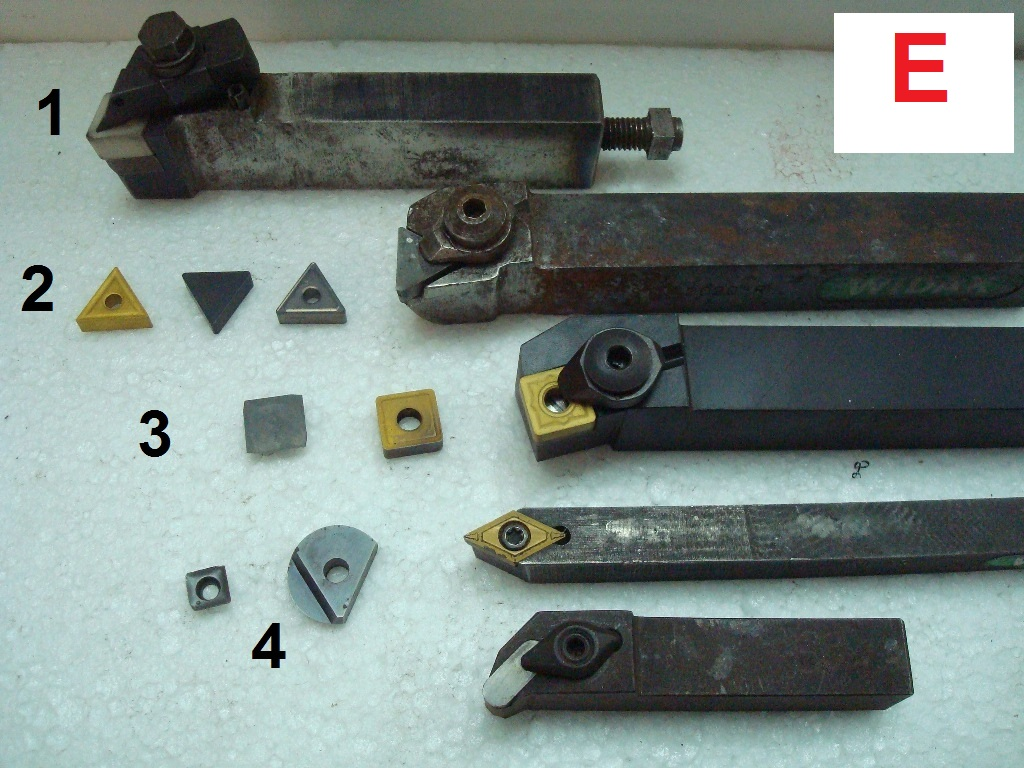
Porte-plaquette et plaquettes

#### Porte-plaquette
C'est un corps carré en acier de différentes sections selon les constructeurs et la machine utilisée (E). Sur ce corps on vient fixer une assise puis une plaquette. Cette assise peut avoir plusieurs inclinaisons.

#### Plaquette
C'est la partie de l'outil qui usine, elle peut être de carbure ou de céramique et présente plusieurs faces actives. 

## Géométrie des outils

Parties d'un outil :
1 - face de coupe principale
2 - arrête de coupe principale
3 - arrête de coupe secondaire
4 - face de dépouille principale
5 - face de dépouille secondaire
6 - bec de l'outil

### Sens de travail

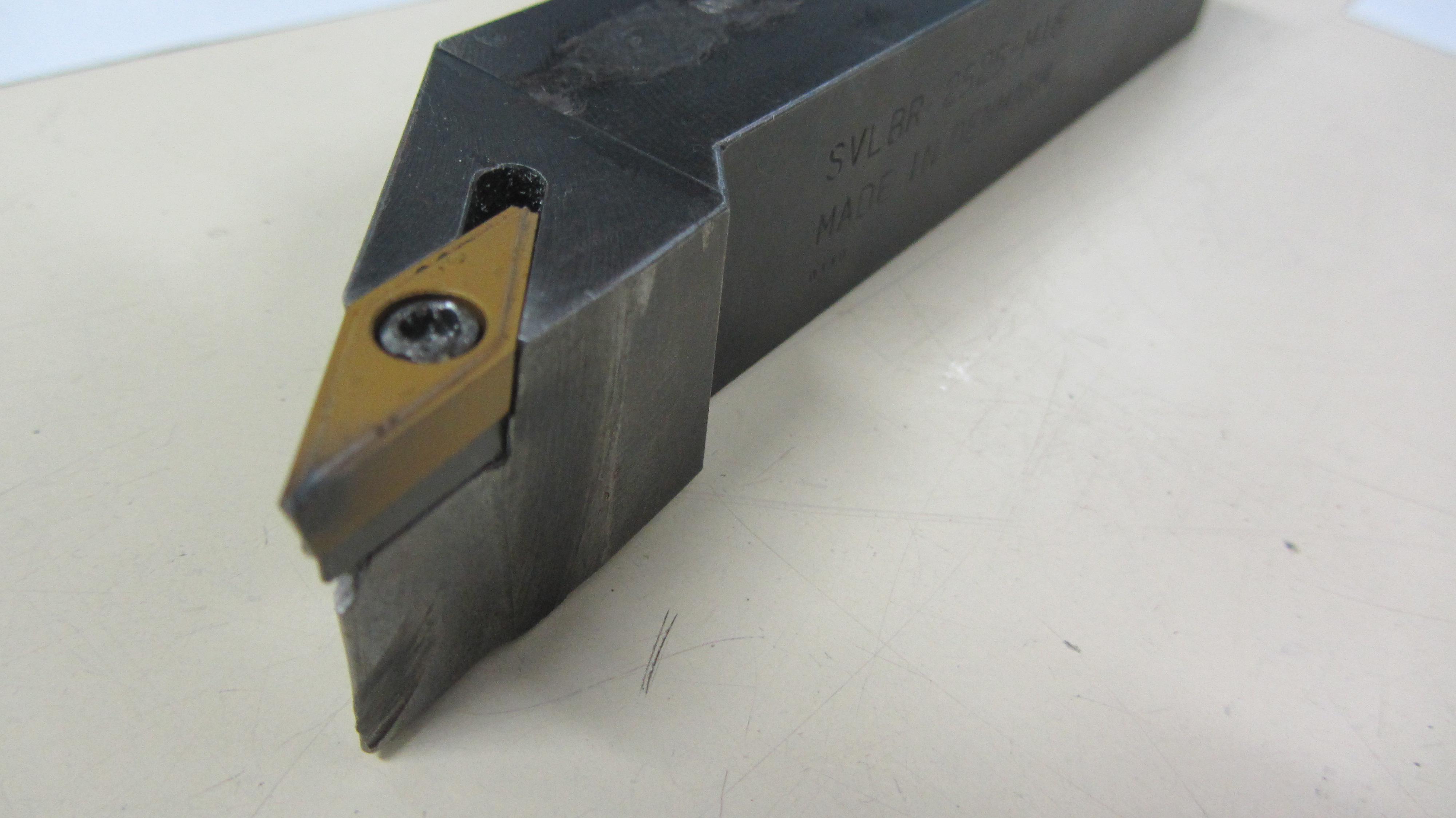
Tenu le bec vers le bas, le sens de travail de cet outil est à droite (R).

On appelle « sens de travail », « orientation de l'arrête » ou « direction de coupe » le sens de l'arrête de coupe, en considérant l'outil tenu en main verticalement et le bec en bas. Un outil peut être à gauche (L), à droite (R), ou neutre (N).

### Plans de l'outil
- Pr (plan de référence) : perpendiculaire au vecteur {\displaystyle v_{c}} (vitesse de coupe), passant un point de l'arête de coupe.
- Pf (plan de travail conventionnel) : perpendiculaire au plan de référence (Pr), contenant le vecteur {\displaystyle v_{f}} (vitesse d'avance) et passant par un point de l'arête de coupe.
- Ps (plan d'arête) : perpendiculaire au plan de référence (Pr), contenant l'arête de coupe.

## Désignation normalisée
Les plaquettes et porte-outils de tournage sont normalisées par la norme ISO 1832:2017 « plaquettes amovibles pour outils coupants ». Les caractéristiques et dimensions importantes de la plaquette sont définies par un code, devenant le nom de la plaquette. Certaines parties du code de la plaquette se rapportent à celui du porte-plaquette dans lequel la plaquette peut être montée, permettant la vérification rapide de compatibilité.

### Codification des porte-plaquettes
Les porte-plaquettes sont codifiés par une suite de 9 paramètres : le mode de fixation, la forme de la plaquette, l'angle d’attaque, l'angle de dépouille, la direction de coupe, la hauteur du corps, la largeur du corps, la longueur du porte plaquette, et la longueur de l'arête de coupe.

#### 1 - Mode de fixation
| Code | Mode de fixation                   |
| ---- | ---------------------------------- |
| C    | Fixation par bride                 |
| S    | Fixation par vis                   |
| P    | Fixation par levier                |
| M    | Fixation par bride et levier       |
| D    | Fixation par bride et trou central |

#### 2 - Forme de la plaquette
| Code | Forme de la plaquette |
| ---- | --------------------- |
| H    | Hexagonale à 120°     |
| O    | Octogonale à 135°     |
| P    | Pentagonale à 108°    |
| S    | Carré à 90°           |
| T    | Triangle à 60°        |
| C    | Rhombique à 80°       |
| D    | Rhombique à 55°       |
| E    | Rhombique à 75°       |
| M    | Parallélogramme à 86° |
| V    | Rhombique à 35°       |
| W    | Trigone à 80°         |
| L    | Rectangle à 90°       |
| A    | Parallélogramme à 85° |
| B    | Parallélogramme à 82° |
| K    | Parallélogramme à 55° |
| R    | Circulaire            |

#### 3 - Angle d’attaque
| Code | Angle d’attaque | Schéma |
| ---- | --------------- | ------ |
| A    | 90°             |        |
| B    | 75°             |        |
| C    | 90°             |        |
| D    | 45°             |        |
| E    | 60°             |        |
| F    | 90°             |        |
| G    | 90°             |        |
| J    | 93°             |        |
| K    | 75°             |        |
| L    | 95°             |        |
| M    | 50°             |        |
| N    | 63°             |        |
| R    | 75°             |        |
| S    | 45°             |        |
| T    | 60°             |        |
| U    | 93°             |        |
| V    | 72°30'          |        |
| W    | 60°             |        |
| Y    | 85°             |        |

#### 4 - Angle de dépouille
| Code | Angle de dépouille |
| ---- | ------------------ |
| A    | 3°                 |
| B    | 5°                 |
| C    | 7°                 |
| D    | 15°                |
| E    | 20°                |
| F    | 25°                |
| G    | 30°                |
| N    | 0°                 |
| P    | 11°                |

#### 5 - Direction de coupe
| Code | Direction de coupe |
| ---- | ------------------ |
| R    | Droite (Right)     |
| L    | Gauche (Left)      |
| N    | Neutre             |

#### 6 - Hauteur du corps
Hauteur totale du corp du porte-plaquettes en mm.

#### 7 - Largeur du corps
Largeur totale du corp du porte-plaquettes en mm.

#### 8 - Longueur du porte plaquette
| Code | Longueur du porte plaquette |
| ---- | --------------------------- |
| A    | 32 mm                       |
| B    | 40 mm                       |
| C    | 50 mm                       |
| D    | 60 mm                       |
| E    | 70 mm                       |
| G    | 80 mm                       |
| H    | 100 mm                      |
| J    | 110 mm                      |
| K    | 125 mm                      |
| L    | 140 mm                      |
| M    | 150 mm                      |
| N    | 150 mm                      |
| P    | 170 mm                      |
| Q    | 180 mm                      |
| R    | 200 mm                      |
| S    | 250 mm                      |
| T    | 300 mm                      |
| U    | 350 mm                      |
| V    | 400 mm                      |
| W    | 400 mm                      |
| X    | Spécial                     |

#### 9 - Longueur de l'arête de coupe
Longueur totale de l'arrête de coupe en mm entier, sans arrondi.

### Codification des plaquettes
Les plaquettes sont codifiés par une suite de 7 paramètres : la forme de la plaquette, l'angle de dépouille, les tolérances de la plaquette, le type de plaquette, la longueur de l'arête de coupe, l'épaisseur, et le rayon de bec. Le code peut être suivi d'autres caractères, précisant des paramètres propres au constructeur, comme le type de lubrification à utiliser.

### Codification des barres d'alésages et outils intérieurs
Les barres d'alésages et outils intérieurs sont codifiés par une suite de 9 paramètres. Les 6 derniers paramètres sont les mêmes que sur la codification des porte-plaquettes, avec l'ajout devant de trois codes spécifiques à l'alésage. On compte alors : le type de barre, le diamètre de la barre, la longueur de la barre, puis les paramètres classiques des porte-plaquette (le mode de fixation, la forme de la plaquette, l'angle d’attaque, l'angle de dépouille, la direction de coupe, et la longueur de l'arête de coupe).

#### A - Type de barre
| Code | Type de barre                                                             |
| ---- | ------------------------------------------------------------------------- |
| A    | Monobloc en acier, avec trou de lubrification                             |
| B    | Monobloc anti-vibrations                                                  |
| C    | Corps en carbure à tête fixe en acier                                     |
| D    | Monobloc anti-vibrations, avec lubrification                              |
| E    | Corps en carbure à tête fixe en acier, avec lubrification                 |
| F    | Corps en carbure à tête fixe en acier, anti-vibration                     |
| G    | Corps en carbure à tête fixe en acier, anti-vibration, avec lubrification |
| H    | Monobloc en métal lourd                                                   |
| J    | Monobloc en métal lourd, avec trou de lubrification                       |
| S    | Monobloc en acier                                                         |

#### B - Diamètre de la barre
Diamètre total de la barre en mm. Si la valeur n'est que d'un seul chiffre, le code est précédé d'un zéro.

#### C - Longueur de la barre
| Code | Longueur de la barre |
| ---- | -------------------- |
| F    | 80 mm                |
| H    | 100 mm               |
| K    | 125 mm               |
| M    | 150 mm               |
| P    | 170 mm               |
| Q    | 180 mm               |
| R    | 200 mm               |
| S    | 250 mm               |
| T    | 300 mm               |
| U    | 350 mm               |
| V    | 400 mm               |
| W    | 450 mm               |
| X    | Spécial              |
| Y    | 500 mm               |

### Liens entre les désignations
Afin de garantir une compatibilité entre les outils, certaines caractéristiques du code ISO des porte-plaquettes doivent être identiques à celles de la plaquette. C'est le cas de trois paramètres du code : la forme, l'angle de dépouille, et la taille de la plaquette.